# Hideto Horiike
 (février 2023).
Si vous disposez d'ouvrages ou d'articles de référence ou si vous connaissez des sites web de qualité traitant du thème abordé ici, merci de compléter l'article en donnant les références utiles à sa vérifiabilité et en les liant à la section « Notes et références ».
Hideto Horiike (堀池 秀人), né en 1949 à Nagasaki et décédé le 20 juin 2015 est un architecte japonais titulaire d'un Ph.D. de l'Université de Tokyo.

## Source de la traduction
- (en) Cet article est partiellement ou en totalité issu de l’article de Wikipédia en anglais intitulé « Hideto Horiike » (voir la liste des auteurs).